# Арк (О-де-Франс)
Арк (фр. Arques) — коммуна во Франции, регион О-де-Франс, департамент Па-де-Кале, округ Сент-Омер, кантон Лонгнесс. Город расположен в 60 км к северо-западу от Лилля и в 42 км к юго-востоку от Кале, в 8 км от автомагистрали А26 «Англия», на берегу канала Нёфосс (часть канала Дюнкерк-Шельда).
Население (2018) — 9 654 человека.

## История
Арк был известен с древних времен, он был важным опорным пунктом, соединяющие внутренние области с морским побережьем. 4 апреля 1303 года в ходе Фландрской войны под Арком французские войска были разбиты фламандскими повстанцами. Во время Столетней войны город неоднократно разграблялся и сжигался англичанами. То же самое в 1477 году сделали и французы под командованием Людовика XI.
Арк стал активно развиваться как индустриальный центр в конце XIX века. Здесь был построен шлюз Фонтинетт, несколько заводов и фабрик по производству кирпича, плитки и стекла.

## Достопримечательности
- Церковь Святого Мартина XVIII века
- Шлюзовый комплекс Фонтинетт (Fontinettes), отделяющий канал Нёфосс от реки А

## Экономика
Арк известен благодаря производству изделий из хрусталя. В городе располагается штаб-квартира компании Arc International, крупнейшего в мире производителя товаров из стекла.
Структура занятости населения :
- сельское хозяйство — 0,4 %
- промышленность — 40,9 %
- строительство — 2,3 %
- торговля, транспорт и сфера услуг — 47,4 %
- государственные и муниципальные службы — 9,0 %

Уровень безработицы (2017) — 17,6 % (Франция в целом — 13,4 %, департамент Па-де-Кале — 17,2 %). 

Среднегодовой доход на 1 человека, евро (2017) — 18 070 (Франция в целом — 21 110, департамент Па-де-Кале — 18 610).

## Демография
Динамика численности населения, чел.

## Администрация
Пост мэра Арка с 2020 года занимает Бенуа Руссель (Benoit Roussel). На муниципальных выборах 2020 года возглавляемый им левый список одержал победу в 1-м туре, получив 50,70 % голосов. 
| Период | Период | Фамилия        | Партия                                             | Примечания                                                                                              |
| ------ | ------ | -------------- | -------------------------------------------------- | --- |
| 1953   | 1977   | Бенжамен Карти | Союз демократов в поддержку республики             | предприниматель, член Генерального совета департамента, депутат Национального собрания                  |
| 1977   | 2001   | Мишель Лефэ    | Социалистическая партия                            | преподаватель колледжа, вице-президент Генерального совета департамента, депутат Национального собрания |
| 2001   | 2014   | Жоэль Дюкенуа  | Социалистическая партия, Разные левые              | президент Ассоциации мэров департамента Па-де-Кале                                                      |
| 2014   | 2020   | Каролин Содмон | Союз демократов и независимых, Вперёд, Республика! | пенсионерка                                                                                             |
| 2020   |        | Бенуа Руссель  | Разные левые                                       | |

## Города-побратимы
- Вадгассен, Германия

## Галерея

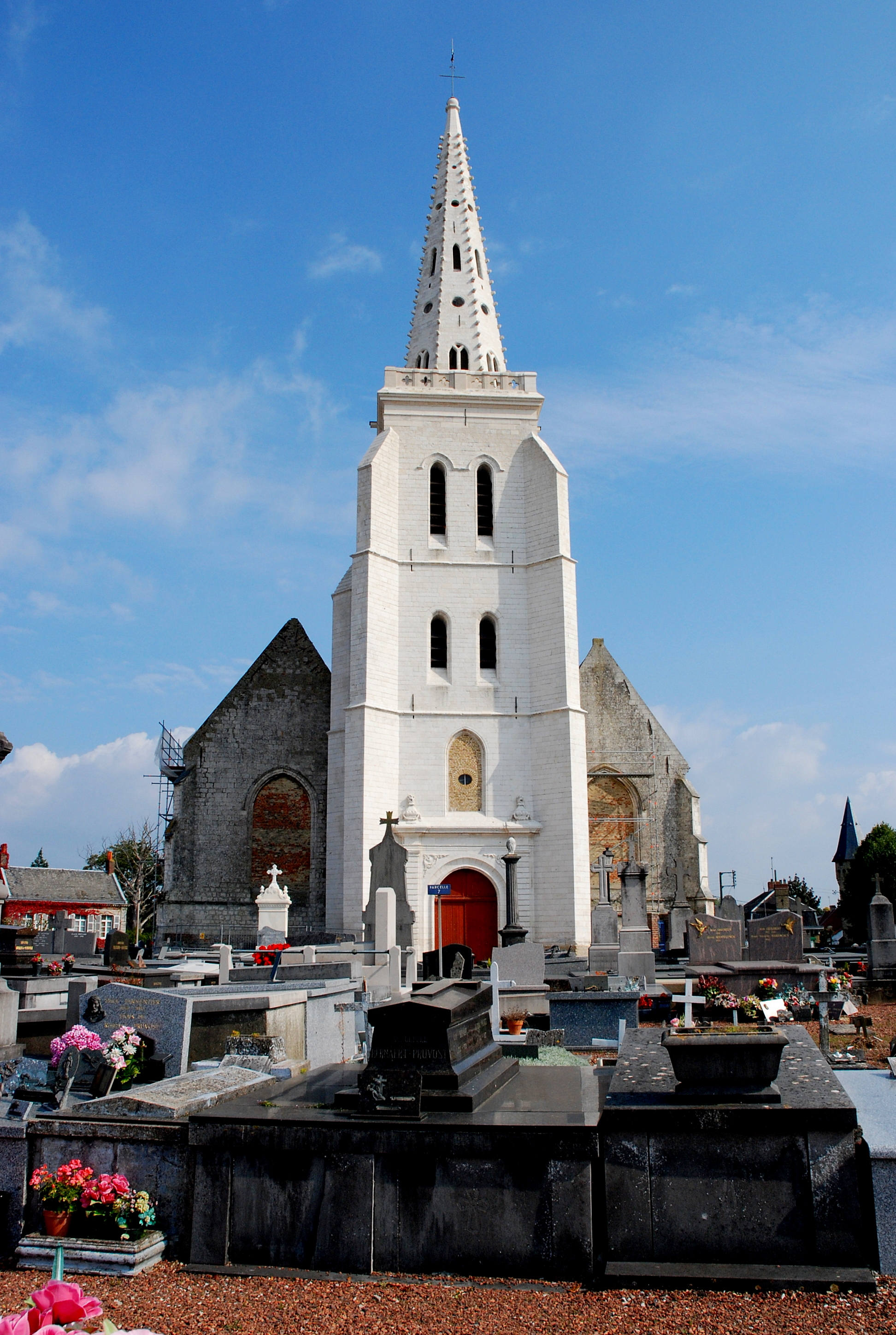
Церковь Святого Мартина
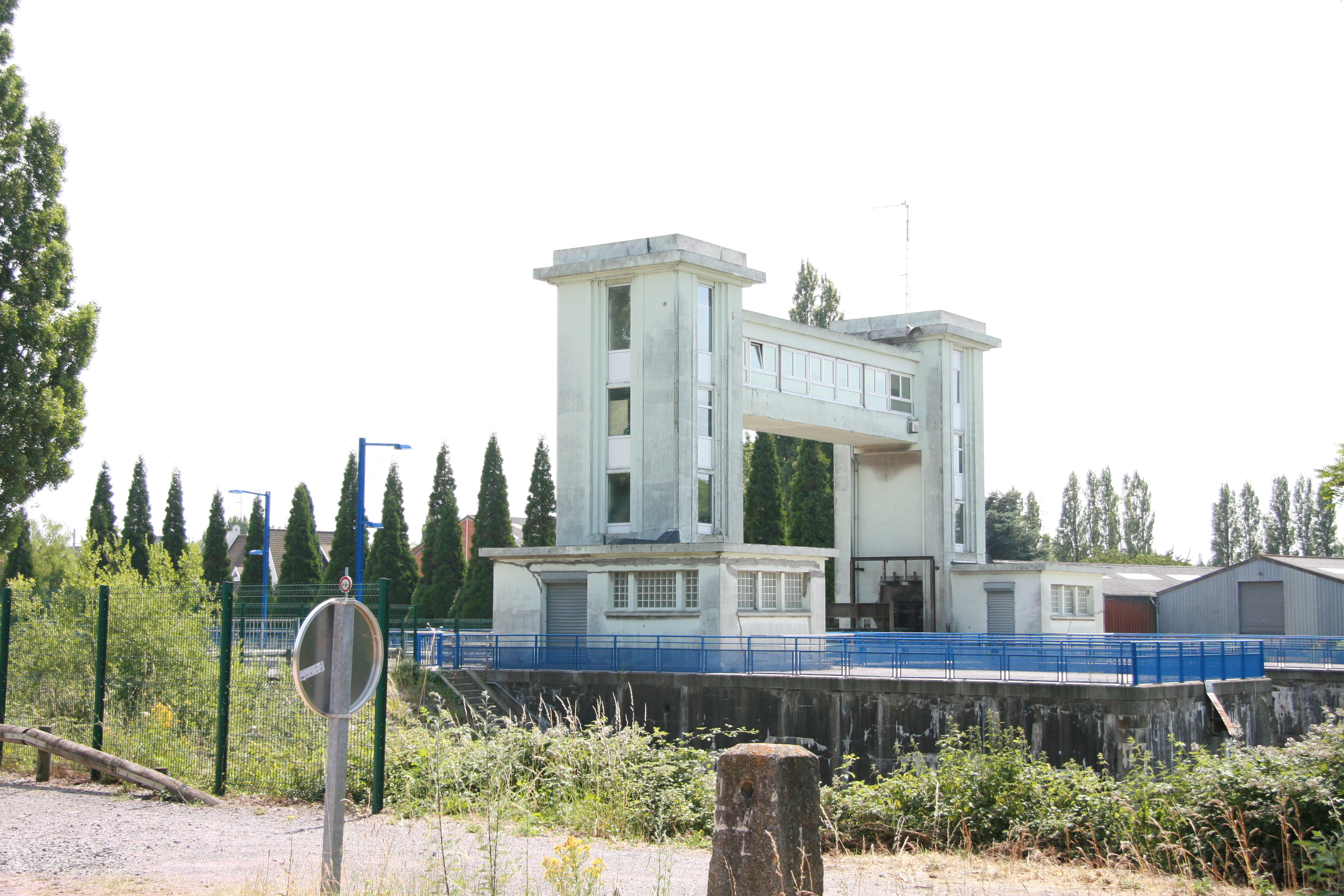
Шлюзы на Нёфоссе
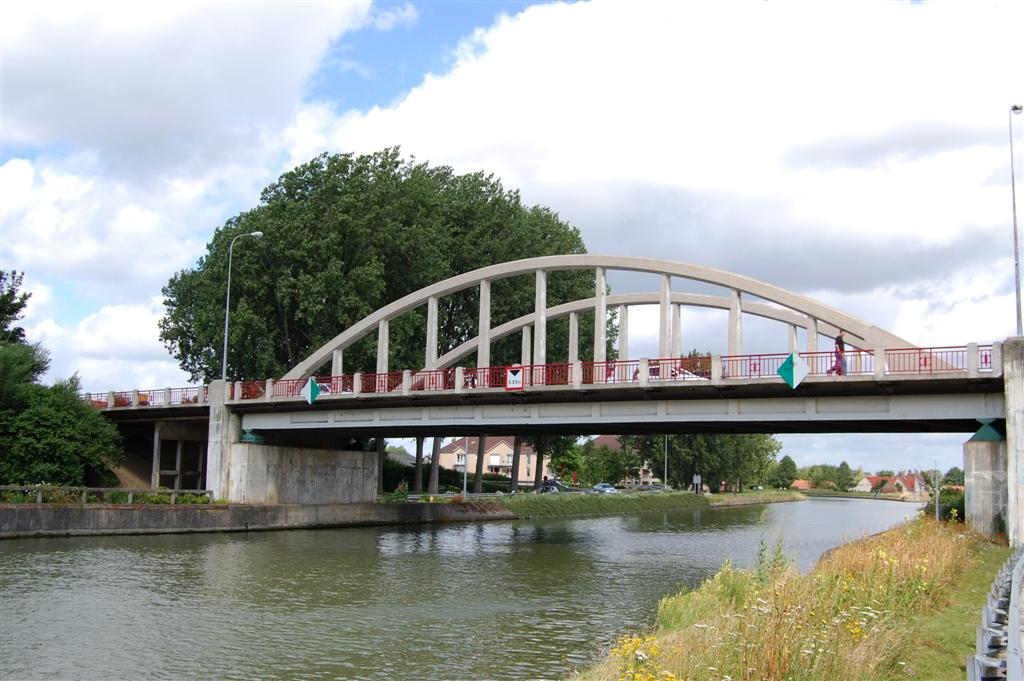
Мост через Нёфосс в Арке